# Platynus constrictus
Platynus constrictus är en skalbaggsart som beskrevs av Thomas Casey. Platynus constrictus ingår i släktet Platynus och familjen jordlöpare. Inga underarter finns listade i Catalogue of Life.